# 速成パン
速成パン（そくせいパン、英: Quick bread〈クイックブレッド〉 、別称としてファストブレッド）とは、 市販の酵母（イースト菌）や常在菌による長時間の発酵による膨張ではなく化学的な膨張剤で膨張させたパンであり、膨化食品の一種である。 ちなみに酵母も膨張剤も使用しないものは種無しパンと呼ばれる。

## 概要
速成パンの利点としては、伝統的な酵母を利用したパンに必要な温度管理設備を必要とせず、また発酵に要する長い時間もかからず、熟練度をあまり要せずに迅速かつ確実に調理できる点が挙げられる。 
速成パンには、多くのケーキやマフィン、ブラウニー、クッキーが含まれる。例えばバナナブレッド、ビールブレッド、ビスケット、コーンブレッド、マフィン 、パンケーキ 、スコーン、ソーダブレッドなどは全て速成パンの一種である 。 
現在では主に発祥地のアメリカ合衆国や、その隣国のカナダといった北アメリカで広く食されている。

## 歴史
速成パンは18世紀の終わりにアメリカ合衆国で発明されたとされる。速成パンの発明以前は、焼きたてのパンを作る前には酵母や生地と卵を混ぜることで発酵させていた。 
米国で化学的膨張剤が生み出され、またそれが軍事、商業、家庭などで広く使用されるようになるのは、「 アーム＆ハンマー 」社のチャーチとドワイトが1846年にニューヨークにおいて重曹を商業的に導入したことが始まりである。 
その後米国の北部の州と南部の州の間で南北戦争 （1861年–1865年）が勃発すると、より戦時に向いた、携帯用かつ手軽に作ることのできる食品の需要が高まった。このような背景の中、時間のかかる酵母の代わりに、手軽に作られる重曹で発酵させたパンが脚光を浴びた。
1856年にはマサチューセッツ州においてベーキングパウダーが導入された。その中でも最も有名といえるものは、1889年にインディアナ州ハモンドとイリノイ州ウェストハモンド（後にイリノイ州キャリュメットシティ）で最初に導入された「カルメット」であろう。 同じ企業構造内ではないものの、どちらの化学物質離脱剤も、元の名前で生産されている。 

重曹は膨張のためのガス発生剤であるが反応時間が短く、パンの焼き時間が長いと不均一になりやすく、また有効時間を伸ばすために大量に使用すると苦味を増す欠点がある。これに対しベーキングパウダーはガス発生剤に加えて助剤（酸性剤）や分散剤（遮断剤）も含んでおり、膨張剤として改良が加えられている。業務用のベーキングパウダーは用途別に多くの種類が存在する。

ほぼすべての速成パンは、小麦粉、ベーキングパウダー、卵、脂肪（バター、マーガリン、ショートニング、または油）、および牛乳などの液体など、基本的に同じ成分を有する。風味と食感に幅を持たせるためにこれらの基本的な構成要素以外の成分も追加される。生産されるパンの種類は、主に混ぜ合わせ方や風味、生地に含まれる水分の比率によって異なる。 生地の粘度は、注ぐのに十分なほど緩いものから、塊に成型するのに十分なほど高いものまで多種多様である。

## 混合方法
速成パンを作るにおいては、3つの基本的な方法がある。 
- パンケーキ、マフィン、コーンブレッド、餃子、フリッターに対しては、攪拌法（クイックブレッド法、ブレンディング法、マフィン法とも呼ばれる）が適用される[8]。粉類と水分を含む材料を別々に計量し、すばやく混ぜ合わせる必要がある。 多くの場合、生地をよく膨らませる為や風味の向上を目的として卵（大抵の場合は鶏卵）が用いられる。 油分はサラダ油が使われる場合が多い。通常、混ぜ合わせにはスプーンやスパチュラなどの器具を使い、全体が粘らず、しかし馴染む程度に留める[9] 。
- クリーミング法はケーキ生地を作る際によく用いられる。バターと砂糖は「クリーム状」になるか、滑らかでふわふわになるまで混ぜ合わされる。 卵とバニラエッセンス等の香料を混ぜ、最後に粉類を加える。 この方法ではバターの気泡から得られる膨らみと、ベーキングパウダーや重曹の化学反応による膨らみを組み合わせる方法である。材料を軽く混ぜ合わせることで、気泡が潰され壊れるのは避けられる[10]。
- ビスケット法とも呼ばれる短縮法は、ビスケットやスコーンに使用される。 この方法では、フードプロセッサ、ペストリーブレンダー、またはフォークを2本ほど使用して、固形脂肪（ラード、バター、植物性ショートニング）を小麦粉やその他の粉類と混ぜ合わせる[11]。この方法を用いた層化は、焼成中に脂肪分の膜が溶けたときに、盛り上がりとサクサクとした食感をもたらす。 この方法は使用した脂肪分が植物性ショートニングであるかどうかに関係なくショートケーキやショートブレッドを作ると言われる。